# ХАСК
ХАШК (на хърватски: Hrvatski akademski športski klub) е бивш хърватски и югославски футболен клуб от Загреб. Двукратен шампион на Хърватия, шампион на Югославия и носител на купата.

## История
Клубът е основан на 6 ноември 1903 г. от група студенти от Загребския университет. Първоначално има отбори по фехтовка, фигурно пързаляне, ски и стрелба, футболната секция е създадена през 1904 г. Първият мач е изигран на 16 октомври 1906 г. През 1912 г. ХАШК става шампион на първото (и последно за много години) първенство в Хърватия. От 1927 до 1940 г. клубът играе в шампионата на Кралство Югославия, а през сезон 1937/38 става шампион. След Втората световна война клубът, както и основните му съперничещи отбори ХШК Граджански и ХШК Конкордия, са закрити и на тяхна основа е създаден Динамо Загреб. През 1990 г. е създаден нов клуб ХАШК, който се позиционира като наследник на оригиналния клуб и понастоящем играе във втората лига на Хърватия.

## Успехи
- Първа лига (Югославия)
  - Шампион: 1937/38

- Първа лига на Хърватия
  - Шампион (2): 1912, 1944

- Купа на Югославия
  - Носител: 1923[1]